# Іонешть (комуна, Вилча)
Іонешть, Іонешті (рум. Ionești) — комуна у повіті Вилча в Румунії. До складу комуни входять такі села (дані про населення за 2002 рік):
- Іонешть (1509 осіб)
- Букшань (486 осіб)
- Гугуянка (112 осіб)
- Делурень (451 особа)
- Дялу-Маре (367 осіб)
- Марча (499 осіб)
- Проденешть (346 осіб)
- Фотешть (338 осіб)
- Фішкелія (339 осіб)

Комуна розташована на відстані 154 км на захід від Бухареста, 28 км на південний захід від Римніку-Вилчі, 68 км на північний схід від Крайови, 138 км на південний захід від Брашова.

## Населення
За даними перепису населення 2002 року у комуні проживали 4447 осіб.
Національний склад населення комуни:
| Національність   | Кількість осіб | Відсоток |
| ---------------- | -------------- | -------- |
| румуни           | 4414           | 99,3%    |
| цигани           | 29             | 0,7%     |
| угорці           | 3              | 0,1%     |
| росіяни-липовани | 1              | < 0,1%   |

Рідною мовою назвали:
| Мова      | Кількість осіб | Відсоток |
| --------- | -------------- | -------- |
| румунська | 4422           | 99,4%    |
| циганська | 22             | 0,5%     |
| угорська  | 2              | < 0,1%   |
| російська | 1              | < 0,1%   |

Склад населення комуни за віросповіданням:
| Релігія        | Кількість осіб | Відсоток |
| -------------- | -------------- | -------- |
| православні    | 4423           | 99,5%    |
| баптисти       | 6              | 0,1%     |
| адвентисти     | 6              | 0,1%     |
| римо-католики  | 2              | < 0,1%   |
| п'ятдесятники  | 2              | < 0,1%   |
| реформати      | 1              | < 0,1%   |
| греко-католики | 1              | < 0,1%   |
| унітарії       | 1              | < 0,1%   |
| бретрени       | 1              | < 0,1%   |

## Зовнішні посилання
- Дані про комуну Іонешть на сайті Ghidul Primăriilor